# Чемпионат мира по лёгкой атлетике 2019 — бег на 10 000 метров (женщины)
Соревнования по бегу на 10 000 метров у женщин на чемпионате мира по лёгкой атлетике 2019 года прошли 28 сентября в Дохе (Катар) на стадионе «Халифа».
Действующей чемпионкой мира в беге на 10 000 метров являлась Алмаз Аяна из Эфиопии. Он отказалась от участия в чемпионате и защите титула из-за недостаточной готовности. После операции на обоих коленях, перенесённой в июле 2018 года, она вышла на старт всего один раз.

## Медалисты
| Золото                  | Серебро                  | Бронза            |
| Сифан Хассан Нидерланды | Летесенбет Гидей Эфиопия | Агнес Тироп Кения |

## Рекорды
До начала соревнований действующими были следующие рекорды.
| Мировой рекорд                 | Алмаз Аяна Эфиопия       | 29.17,45 | Рио-де-Жанейро, Бразилия | 12 августа 2016 |
| Рекорд чемпионатов мира        | Берхане Адере Эфиопия    | 30.04,18 | Париж, Франция           | 23 августа 2003 |
| Лучший результат сезона в мире | Летесенбет Гидей Эфиопия | 30.37,89 | Хенгело, Нидерланды      | 17 июля 2019    |

## Отбор на чемпионат мира
Отборочный норматив — 31.50,00. Для участия в чемпионате мира спортсменки должны были выполнить его в период с 7 марта 2018 года по 6 сентября 2019 года. Кроме того, к выполненному нормативу приравнивалось попадание в 15 лучших бегуний по итогам женского забега на чемпионате мира по кроссу 2019 года. Плановое количество участников, установленное ИААФ в этом виде — 27.

## Расписание
| Дата             | Время | Раунд соревнований |
| ---------------- | ----- | ------------------ |
| 28 сентября 2019 | 21:10 | Финал              |

Время местное (UTC+3:00)

## Результаты
Обозначения: WR — Мировой рекорд | AR — Рекорд континента | CR — Рекорд чемпионатов мира | NR — Национальный рекорд | WL — Лучший результат сезона в мире | PB — Личный рекорд | SB — Лучший результат в сезоне | DNS — Не стартовала | DNF — Не финишировала | DQ — Дисквалифицирована

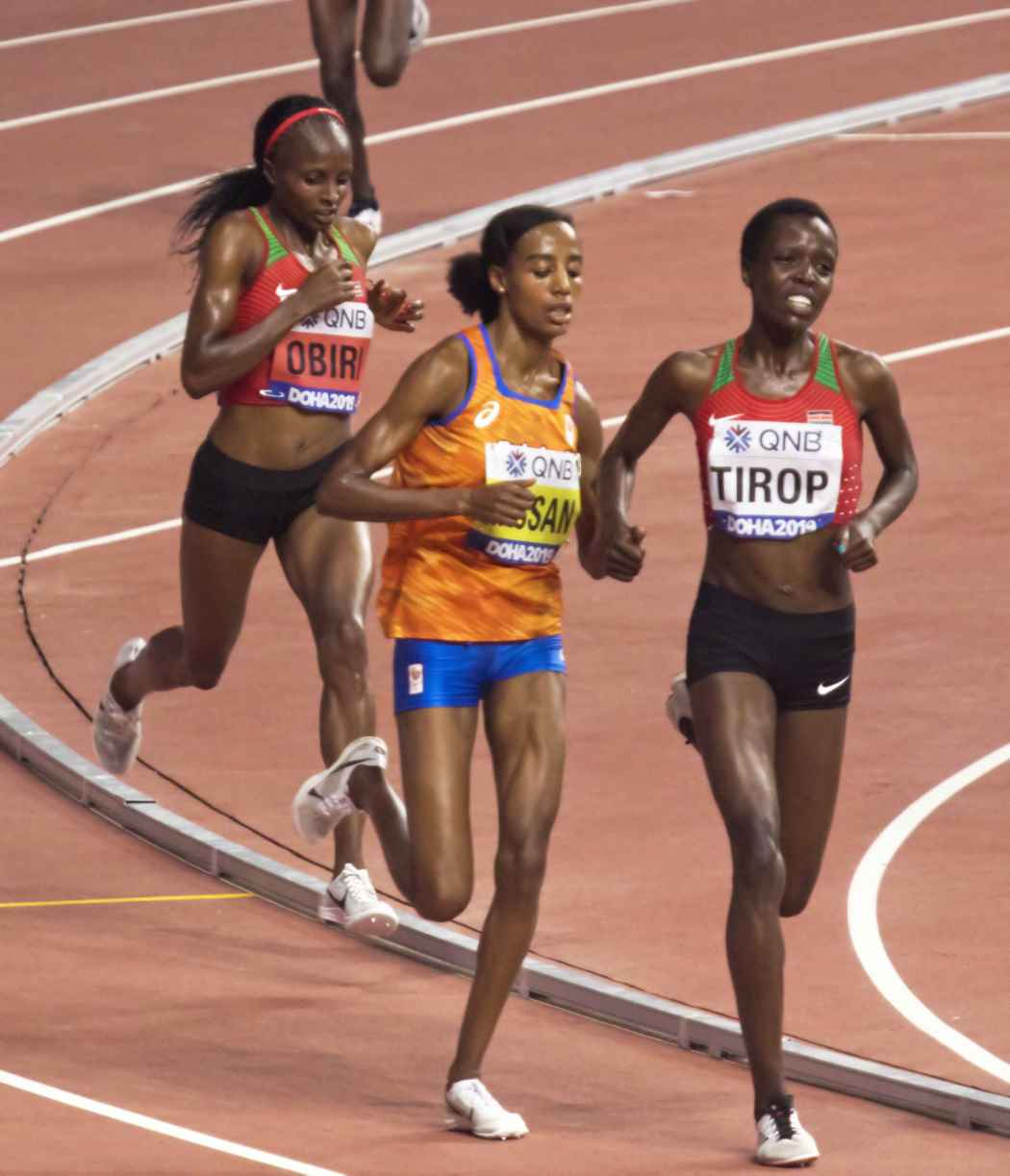
Финал (слева направо): Обири, Хассан, Тироп

Финал в беге на 10 000 метров у женщин состоялся 28 сентября 2019 года. На старт вышли 22 бегуньи. Первые три километра участницы преодолели в разминочном темпе. После этой отметки забег возглавили кенийские бегуньи, что моментально привело к возрастанию скорости и формированию немногочисленной группы лидеров из 6 человек (по 3 из Кении и Эфиопии). Вскоре к этой группе присоединилась Сифан Хассан — таким образом, к середине дистанции определился круг претендентов на медали. За 4 круга до финиша (1600 метров) длинное финишное ускорение начала 21-летняя Летесенбет Гидей из Эфиопии. Её соперницы попытались поддержать рывок, но за 2 круга до финиша преимущество лидера достигло 10 метров. В этот момент в погоню включилась Сифан Хассан, долгое время находившаяся в тени. За 500 метров до финиша она поравнялась с Гидей, а благодаря быстрому заключительному кругу (за 61 секунду) не оставила той шансов на успех.
Для рекордсменки мира в беге на 1 милю Сифан Хассан этот забег стал всего лишь вторым официальным стартом в карьере на дистанции 10 000 метров. Из-за того, что её основные дистанции, 1500 и 5000 метров, проводились на чемпионате мира 2019 года в одни и те же дни, ей пришлось сделать выбор в пользу другого дубля: выбор пал на 1500 и 10 000 метров.
Бронзовую медаль на втором чемпионате мира подряд завоевала Агнес Тироп из Кении. Семь из первых восьми финишировавших женщин установили личные рекорды.
| Место | Спортсмен        | Гражданство    | Результат | Примечания |
| ----- | ---------------- | -------------- | --------- | ---------- |
| 1     | Сифан Хассан     | Нидерланды     | 30:17.62  | WL, PB     |
| 2     | Летесенбет Гидей | Эфиопия        | 30:21.23  | PB         |
| 3     | Агнес Тироп      | Кения          | 30:25.20  | PB         |
| 4     | Розмари Ванджиру | Кения          | 30:35.75  | PB         |
| 5     | Хеллен Обири     | Кения          | 30:35.82  | PB         |
| 6     | Сенбере Тефери   | Эфиопия        | 30:44.23  | SB         |
| 7     | Сюзан Круминс    | Нидерланды     | 31:05.40  | PB         |
| 8     | Мариэль Холл     | США            | 31:05.71  | PB         |
| 9     | Молли Хаддл      | США            | 31:07.24  |            |
| 10    | Эмили Сиссон     | США            | 31:12.56  |            |
| 11    | Хитоми Ниия      | Япония         | 31:12.99  | SB         |
| 12    | Камиль Бускомб   | Новая Зеландия | 31:13.21  | PB         |
| 13    | Элли Пашли       | Австралия      | 31:18.89  | PB         |
| 14    | Шинед Дивер      | Австралия      | 31:25.49  | PB         |
| 15    | Стефани Твелл    | Великобритания | 31:44.79  |            |
| 16    | Стелла Чесанг    | Уганда         | 32:15.20  |            |
| 17    | Наташа Уодак     | Канада         | 32:31.19  |            |
| 18    | Рейчел Чебет     | Уганда         | 32:41.93  | PB         |
| 19    | Минами Яманути   | Япония         | 32:53.46  |            |
| 20    | Джульет Чеквел   | Уганда         | 33:28.18  |            |
| 21 !  | Нецанет Гудета   | Эфиопия        | DNF       |            |
| 21 !  | Алина Ре         | Германия       | DNF       |            |